# Мартыны
Мартыны (укр. Мартини) — село в Мостисской городской общине Яворовского района Львовской области Украины.
Население по переписи 2001 года составляло 78 человек. Занимает площадь 0,337 км². Почтовый индекс — 81310. Телефонный код — 3234.